# Đunis
Đunis (cyr. Ђунис) – wieś w Serbii, w okręgu rasińskim, w mieście Kruševac. W 2011 roku liczyła 680 mieszkańców.